# 9235 Shimanamikaido
A 9235 Shimanamikaido (ideiglenes jelöléssel 1997 CT21) a Naprendszer kisbolygóövében található aszteroida. Akimasa Nakamura fedezte fel 1997. február 9-én.